# Strängseredsjön
Strängseredsjön är en sjö i Ulricehamns kommun i Västergötland och ingår i Göta älvs huvudavrinningsområde. Sjön är 10 meter djup, har en yta på 2 kvadratkilometer och befinner sig 293 meter över havet. Sjön avvattnas av vattendraget Tidan.

## Delavrinningsområde
Strängseredsjön ingår i det delavrinningsområde (640955-137300) som SMHI kallar för Utloppet av Strängseredssjön. Avrinningsområdets medelhöjd är 311 meter över havet och ytan är 25,84 kvadratkilometer. Det finns inga delavrinningsområden uppströms utan avrinningsområdet är högsta punkten. Tidan som avvattnar avrinningsområdet har biflödesordning 2, vilket innebär att vattnet flödar genom totalt 2 vattendrag innan det når havet efter 389 kilometer. Avrinningsområdet består mestadels av skog (65 %) och sankmarker (12 %). Avrinningsområdet har 2 kvadratkilometer vattenytor vilket ger det en sjöprocent på 7,7 %.